# Кам'янець-Подільська міська територіальна громада
Кам'янець-Подільська міська територіальна громада — територіальна громада в Україні, в Кам'янець-Подільському районі Хмельницької області. Адміністративний центр — місто Кам'янець-Подільський.
Площа громади — 174,293 км², населення — 111 153 особи (2019).

## Географія
Кам'янець-Подільська міська територіальна громада — розташований на Подільській височині, південній частині області, в центрі Кам'янець-Подільського району, через всю територію громади з півночі на південь протікає річка Смотрич. Уздовж територій міської територіальної громади розташовані мальовничі Товтри — залишки прадавніх коралових рифів у вигляді гостро виступаючих пагорбів.
З північної частини громада межує з Гуменецькою сільською громадою, з східної — з Слобідсько-Кульчієвецькою сільською громадою, з південної — Жванецькою сільською громадою, з західної — Орининською сільською громадою.

## Населені пункти
До складу громади входять 1 місто Кам'янець-Подільський — 101 978 осіб і 12 сіл:
| - Вільховець — 250 осіб - Довжок — 4263 особи - Зіньківці — 851 особа - Княгинин — 687 осіб - Колибаївка — 1742 особи - Червона Чагарівка — 152 особи | - Нагоряни — 774 осіб - Острівчани — 664 особи - Рихта — 885 осіб - Смотрич — 1254 особи - Ходорівці — 2039 осіб - Лісківці — 278 осіб |

## План просторового розвитку територіальної громади

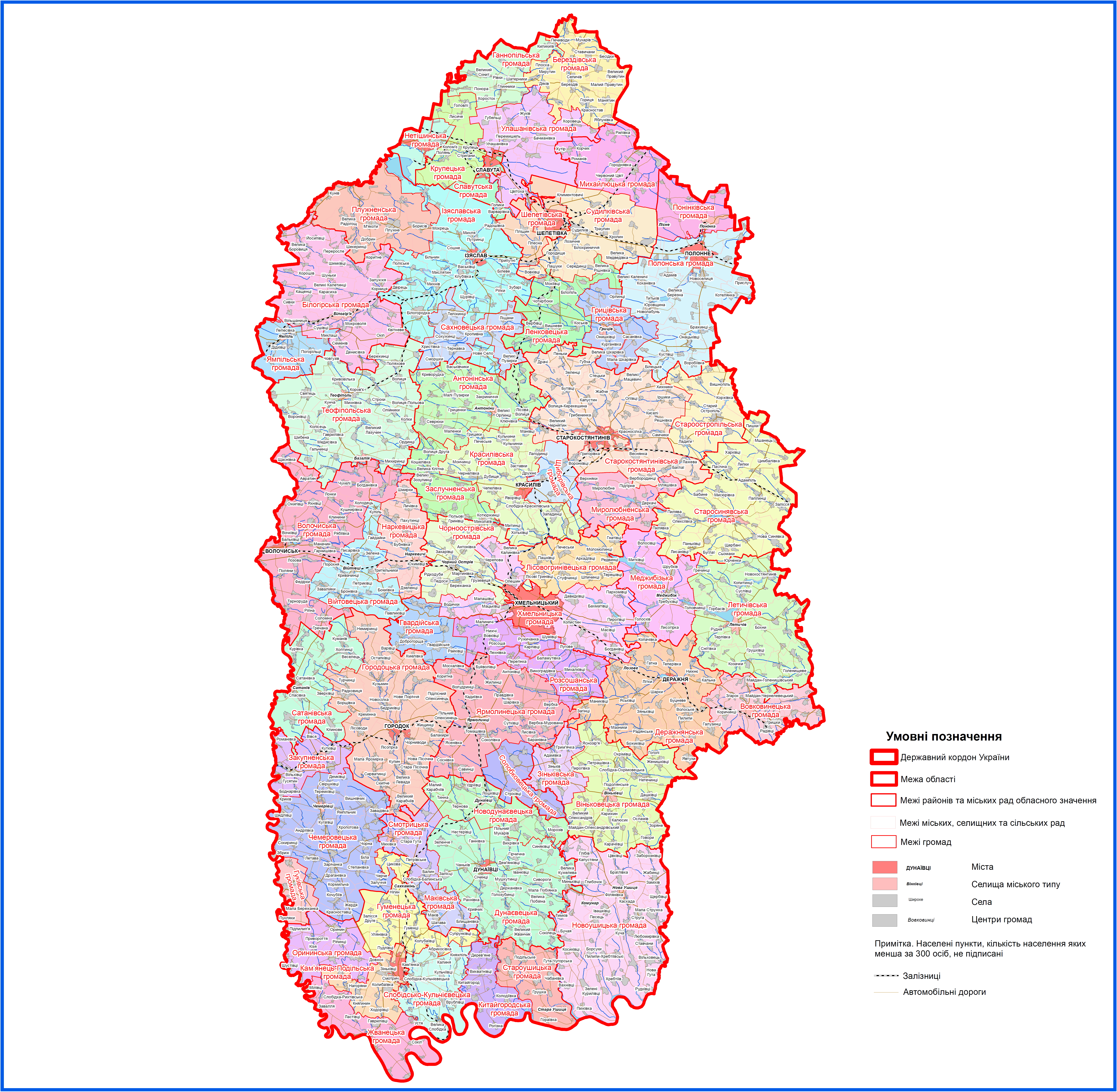
Межі Кам'янець-Подільської міської територіальної громади

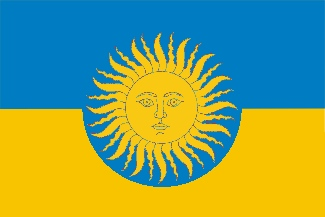
Прапор Поділля

Кам'янець-Подільська міська територіальна громада станом на 2022 рік офіційно не представляла план просторового розвитку Кам'янець-Подільської міської територіальної громади.
Реалізація проєкту з просторового планування у Кам'янець-Подільській міській громаді має бути спрямована на розробку планувальних документів, які сприятимуть подальшому розвитку громади.
Це важливий документ, що має в майбутньому забезпечувати планований розвиток громади залежить від того, як буде розроблений план просторового розвитку. Беручи до уваги зміни до законодавчого поля, котрі чітко визначають просторове планування як інструмент задля розвитку та відновлення громади, цей документ має бути пріоритетним для керівників громади.
Наприклад на території міської громада було б доречно у просторовому плані включити створення індустріального парку, як у місті Славута, першого на території області індустріального парку «Славута».
Міська територіальна громада має концертувати зусилля, аби залучати міжнародні компанії на територію громади, для підтримки гарного іміджу та економіки. У громади вже є гарний приклад залучення таких компаній як: KWS Saat, CRH, Prettl Kabel Konfektion GMBH та інших.
Так, міжнародна компанія зі світовою пізнаваністю McDonald's Ukraine планує розвивати мережу закладів на автодорогах в Україні. За словами директора з розвитку Віталія Стефурака в країні є дороги, автостради, які вже готові для того, щоб інвестувати та отримати нормальний термін окупності. Мережа уже шукає партнерів для взаємодії в два формати: як складова автозаправного комплексу, або як складова хабу, де є не лише автозаправна станція, а й інші інфраструктурні об'єкти. Метою є синергія різних видів бізнесу, затребуваного тими, хто подорожує. Такий перший проєкт біля дороги уже реалізовано в селі Гора. Основними вимогами компанії є прозорість процесу та розробка детальних планів розвитку територій (ДПТ). Міська територіальна громада може скористатись таким шансом, якщо виконає основні вимоги компанії, так як має туристичну привабливість та значний транзитний потік авто до Карпат та країн ЄС. Залучення таких відомих компаній покращує інвестиційну привабливість громади та стає умовним світлофором для інших бізнесів, що тут можна працювати чесно без корупційних складових.
Важливим може бути розробка Інвестиційного профілю міської громади, за прикладом Великоберезовицької громади.
За словами директора із науки та розвитку Інституту громадянського суспільства Анатолія Ткачука ті громади, які мудро будуть співпрацювати зі внутрішньо переміщеними особами, давати їм можливістю залишитись у громаді, виділяти землю, приміщення, житло, отримають в перспективі лише переваги, те саме стосується переміщених підприємств. Уже є приклади, де громади отримали додаткові доходи до місцевих бюджетів.
Також Анатолій Ткачук зазначає, що на місцевому рівні треба думати вже про майбутнє та готувати відповідну документацію. Наприклад «Стратегію розвитку територіальної громади», не секрет, що країна здобуде перемогу, а згодом почнеться процес відбудови. Це будуть фінанси на відбудову передусім з Європи та США. І видаватимуться вони лише за умов, коли наявні певні планувальні документи. Тому, якщо у вас немає планів, не буде ресурсів.

## Історія
Утворена громада 12 червня 2020 року шляхом об'єднання Кам'янець-Подільської міської ради обласного значення та Колибаївської і частини Довжоцької сільських територіальних громад Кам'янець-Подільського району.
4 квітня 2023 року міськрада Кам'янець-Подільського позбавила УПЦ МП права на користування землею.
9 квітня 2023 року у Кам'янці-Подільському біля собору Олександра Невського сталися сутички, учасники зібрання, які проголосували 8 квітня за перехід храму з УПЦ МП до ПЦУ почали розгортати намети. Головними вимогами є допуск ревізійної комісії в храм, аби провести інвентаризацію й отримати ключі від собору. Поблизу собору зібралось понад 1000 людей, які за перехід церкви до ПЦУ. Понад 500 вірян, які підтримують МП оточили храм й не пускають ревізійну комісію.

## Освіта
Навчальні заклади, що функціонують в громаді:
- Кам'янець-Подільський ліцей № 1
- Кам'янець-Подільський ліцей № 2 ім. Т. Г. Шевченка
- Кам'янець-Подільський ліцей № 3
- Кам'янець-Подільський ліцей № 4
- Кам'янець-Подільський ліцей № 5
- Кам'янець-Подільський ліцей № 6
- Кам'янець-Подільський ліцей № 7
- Кам'янець-Подільський ліцей № 8
- Кам'янець-Подільський ліцей № 9 ім. А. М. Трояна
- Кам'янець-Подільський ліцей № 10
- Кам'янець-Подільський ліцей № 12
- Кам'янець-Подільський ліцей № 13
- Кам'янець-Подільський ліцей № 14
- Кам'янець-Подільський ліцей № 15
- Кам'янець-Подільський ліцей № 16
- Кам'янець-Подільський ліцей № 17

## Світлини громади

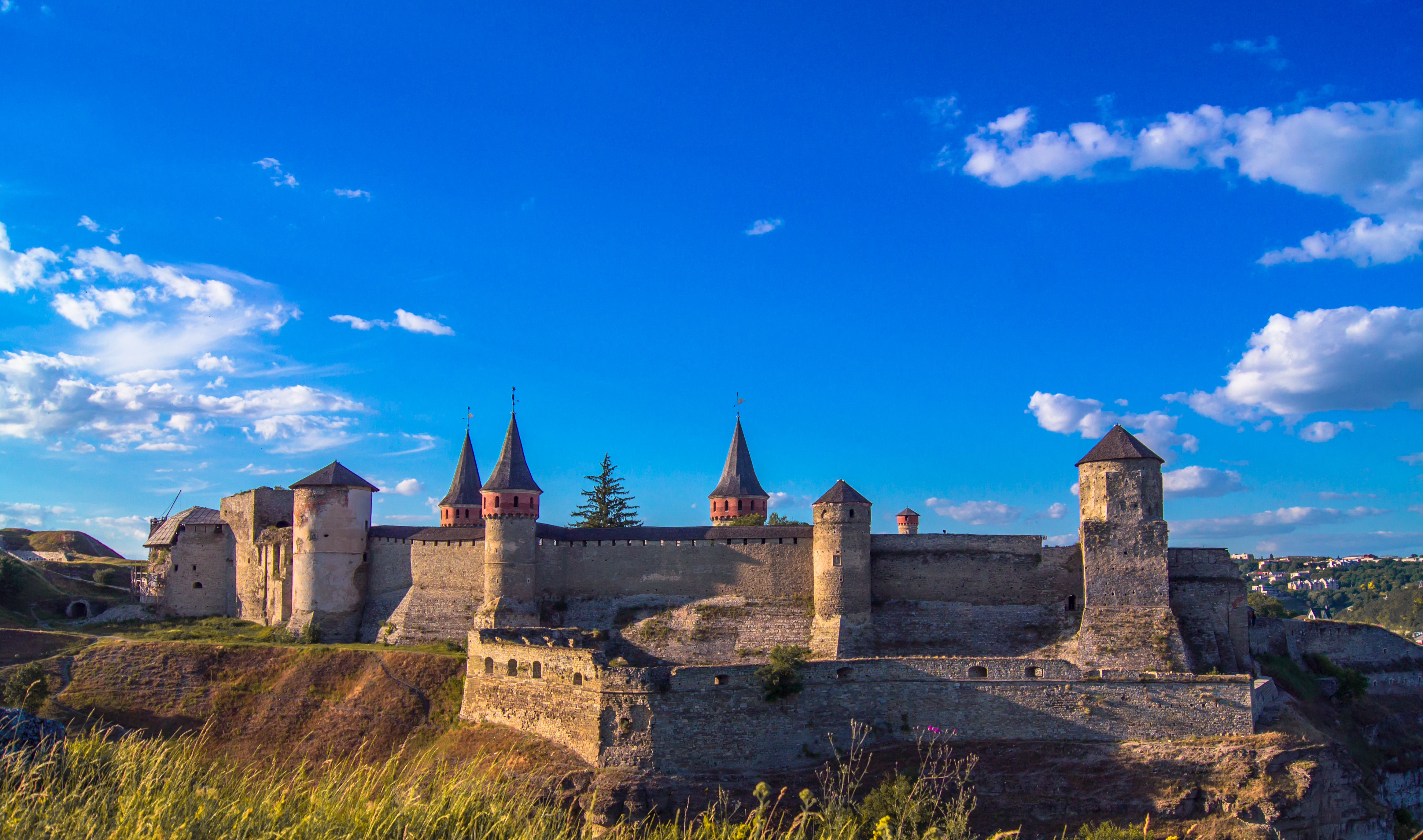
Кам'янець-Подільська фортеця
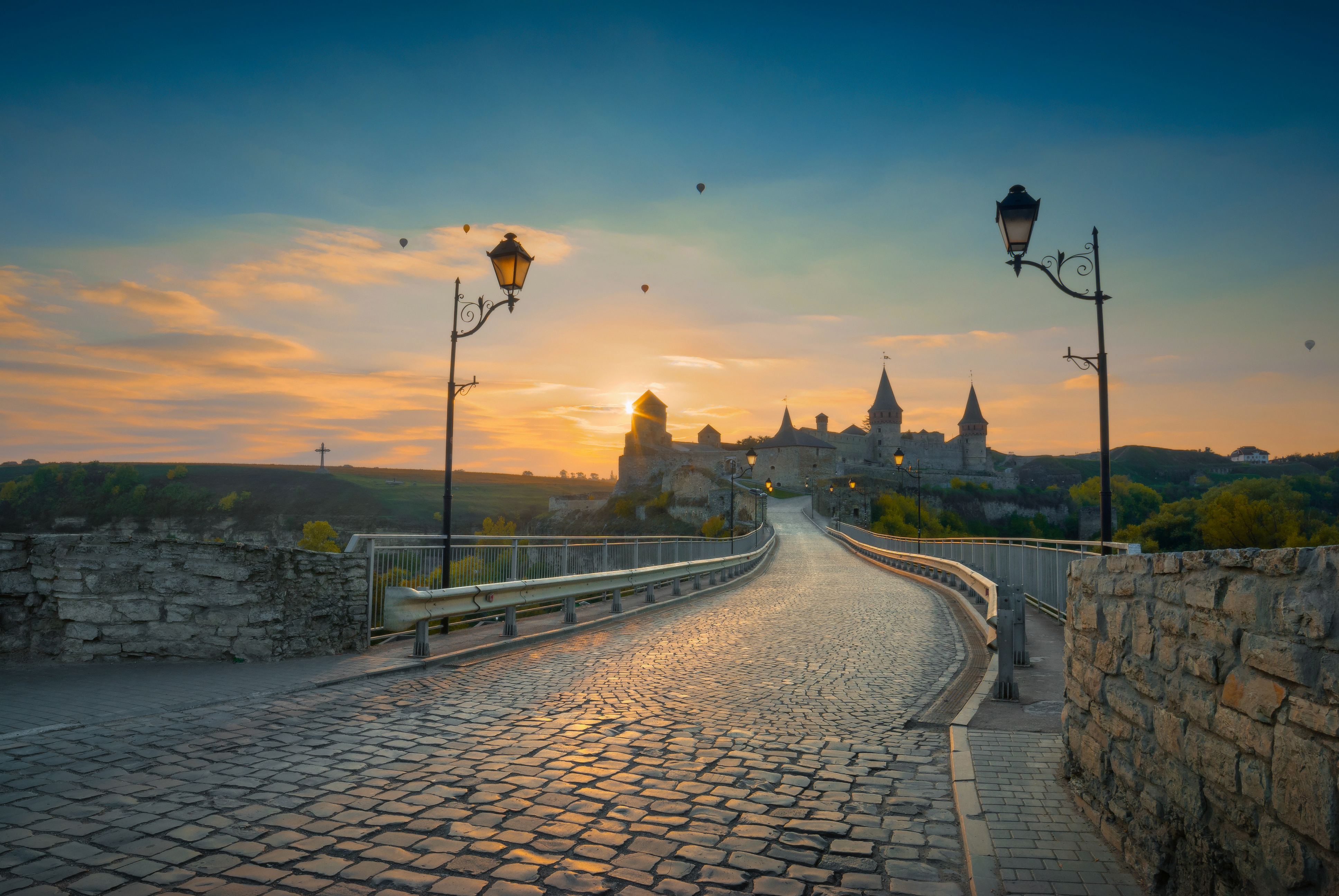
Стара дорога до фортеці
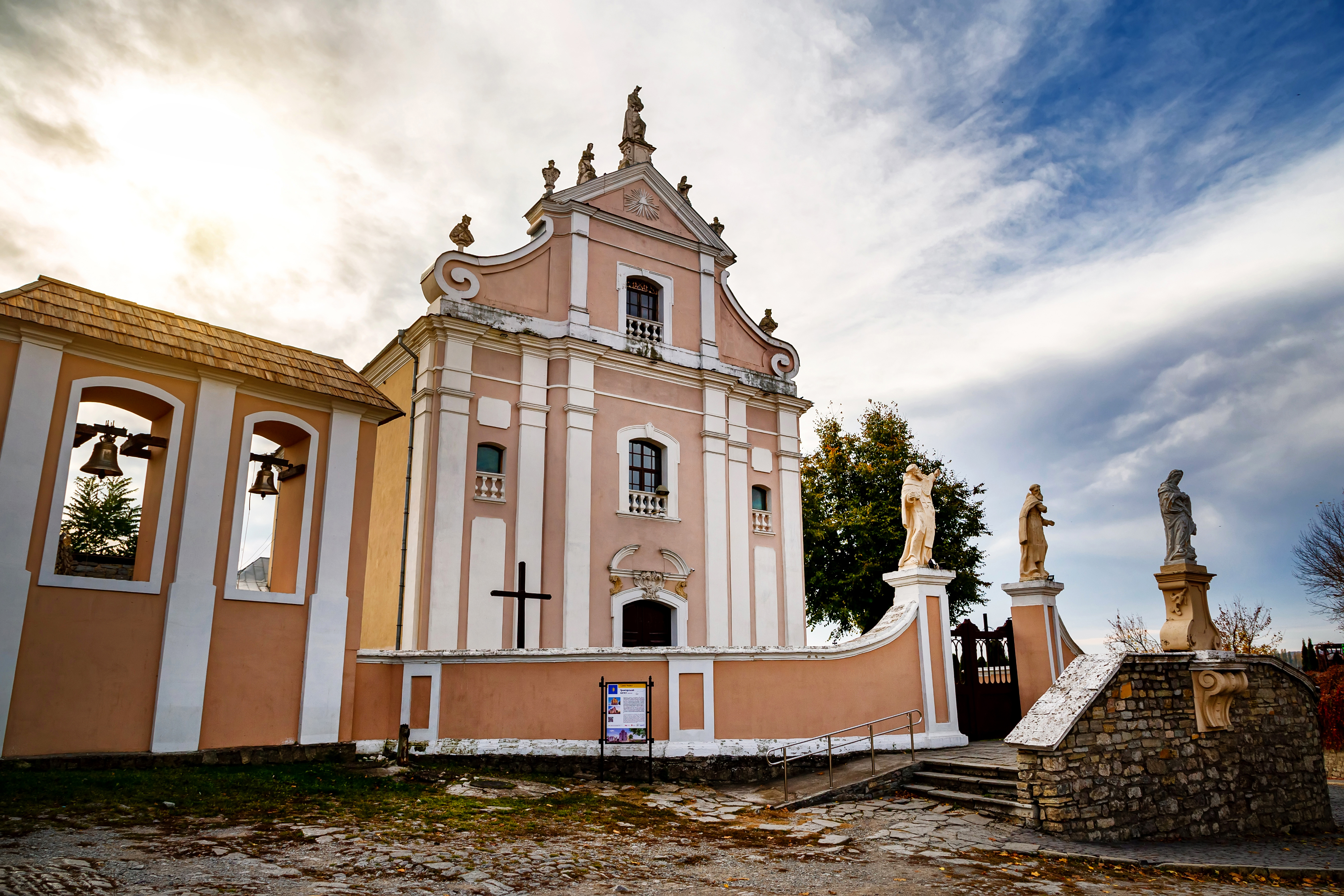
Тринітарський костел
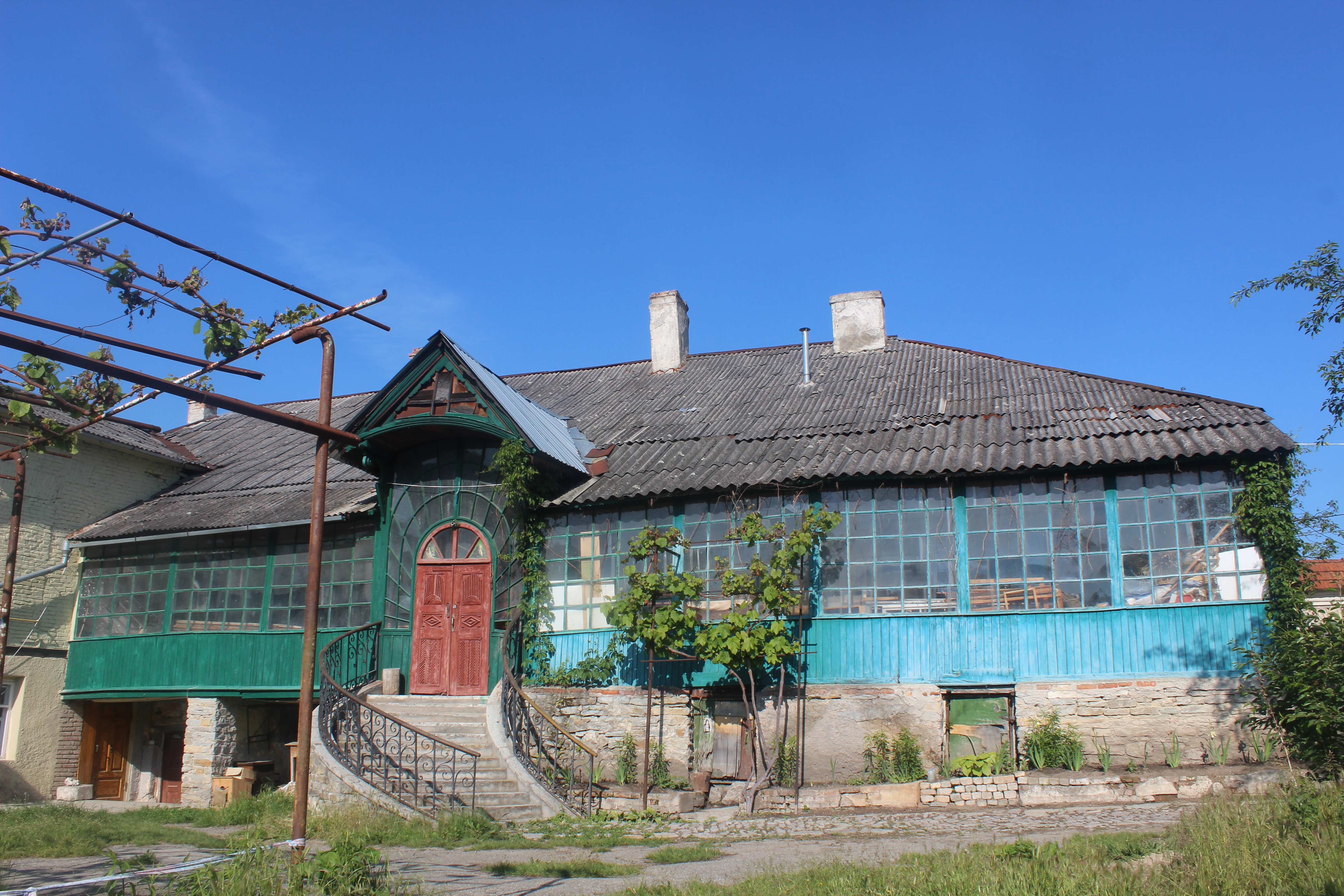
Будинок вулиця Довга
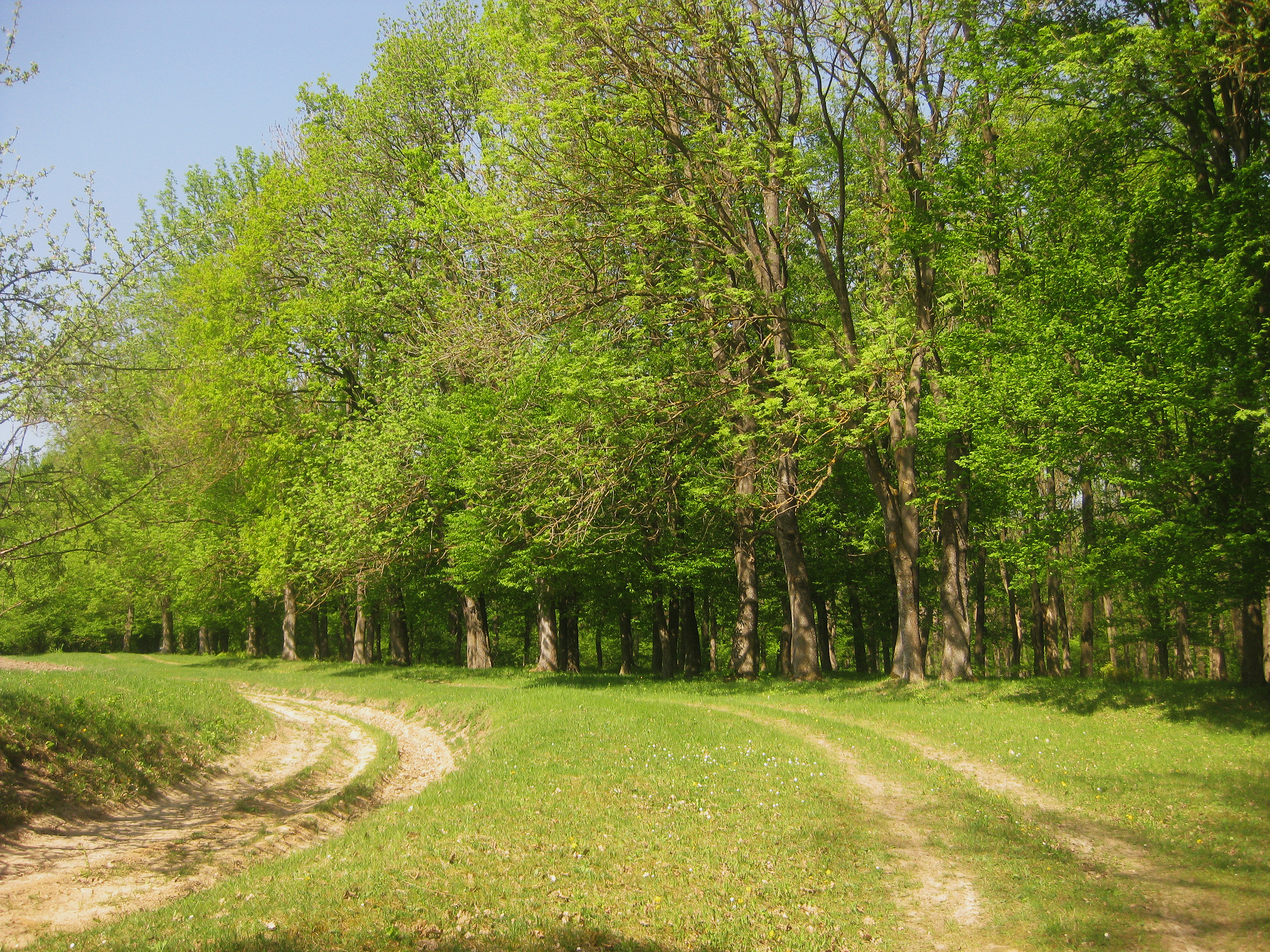
Довжоцький ботанічний заказник
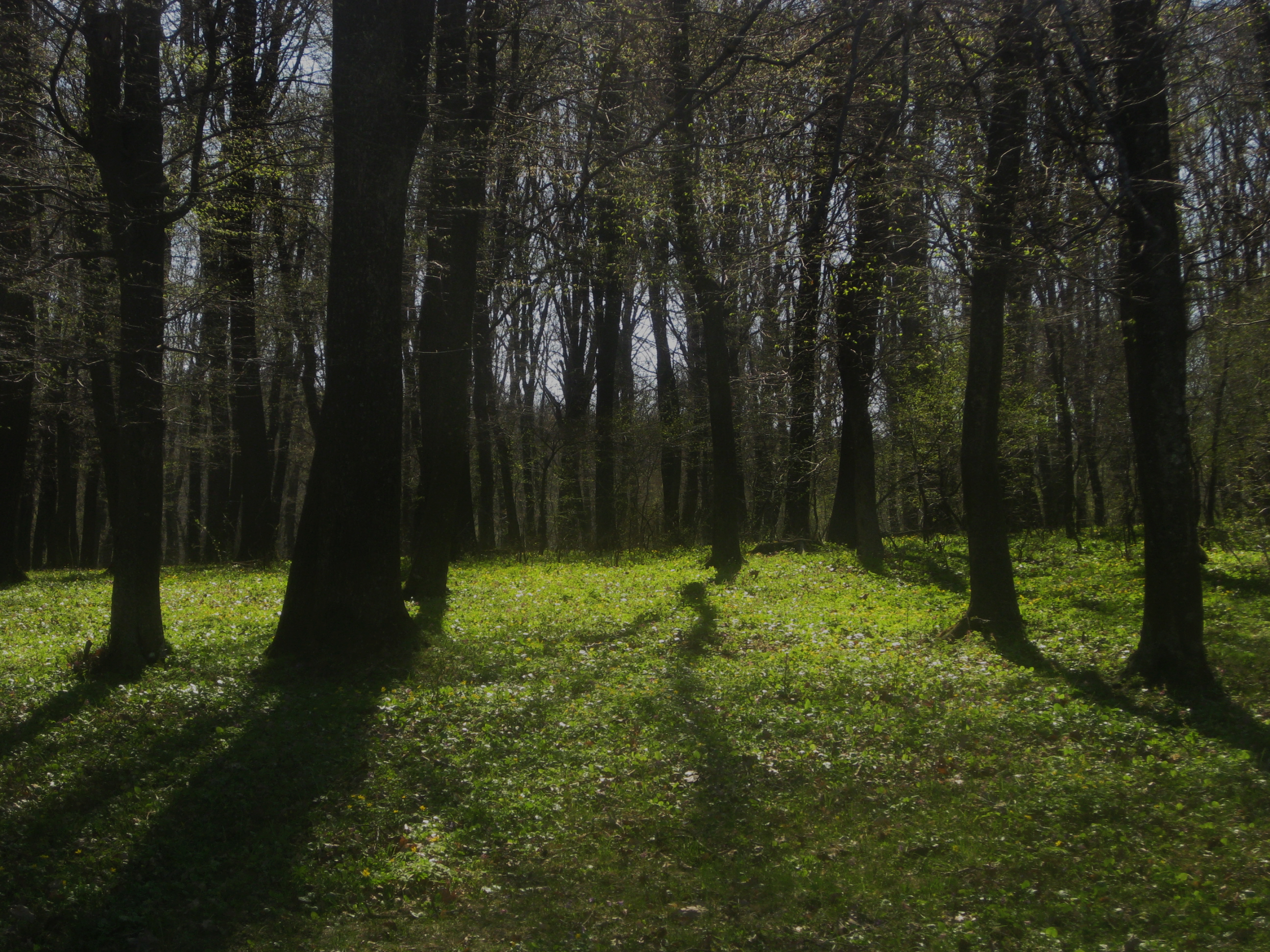
Довжоцький заказник, ліс
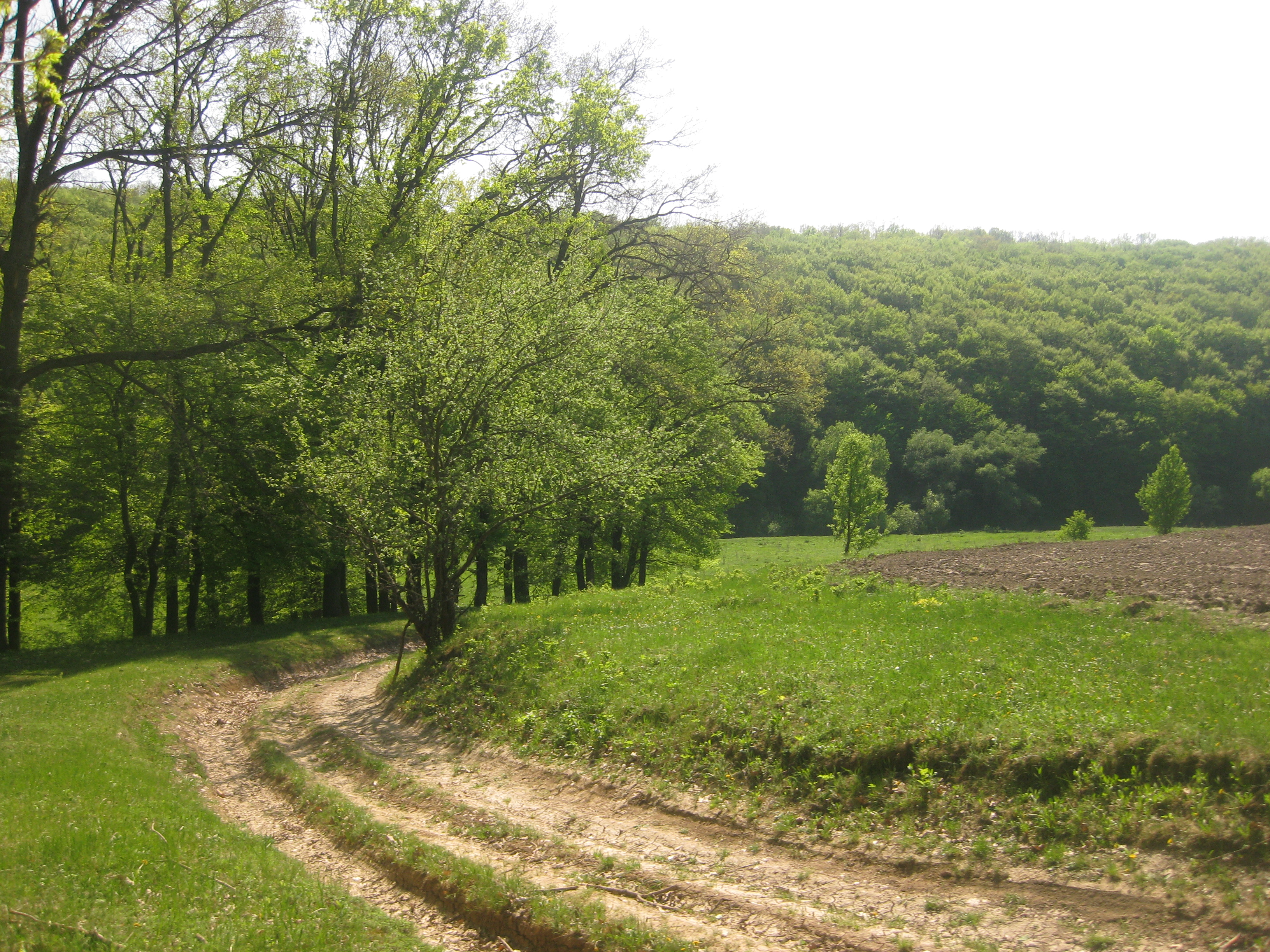
Ботанічний заказник Довжоцький
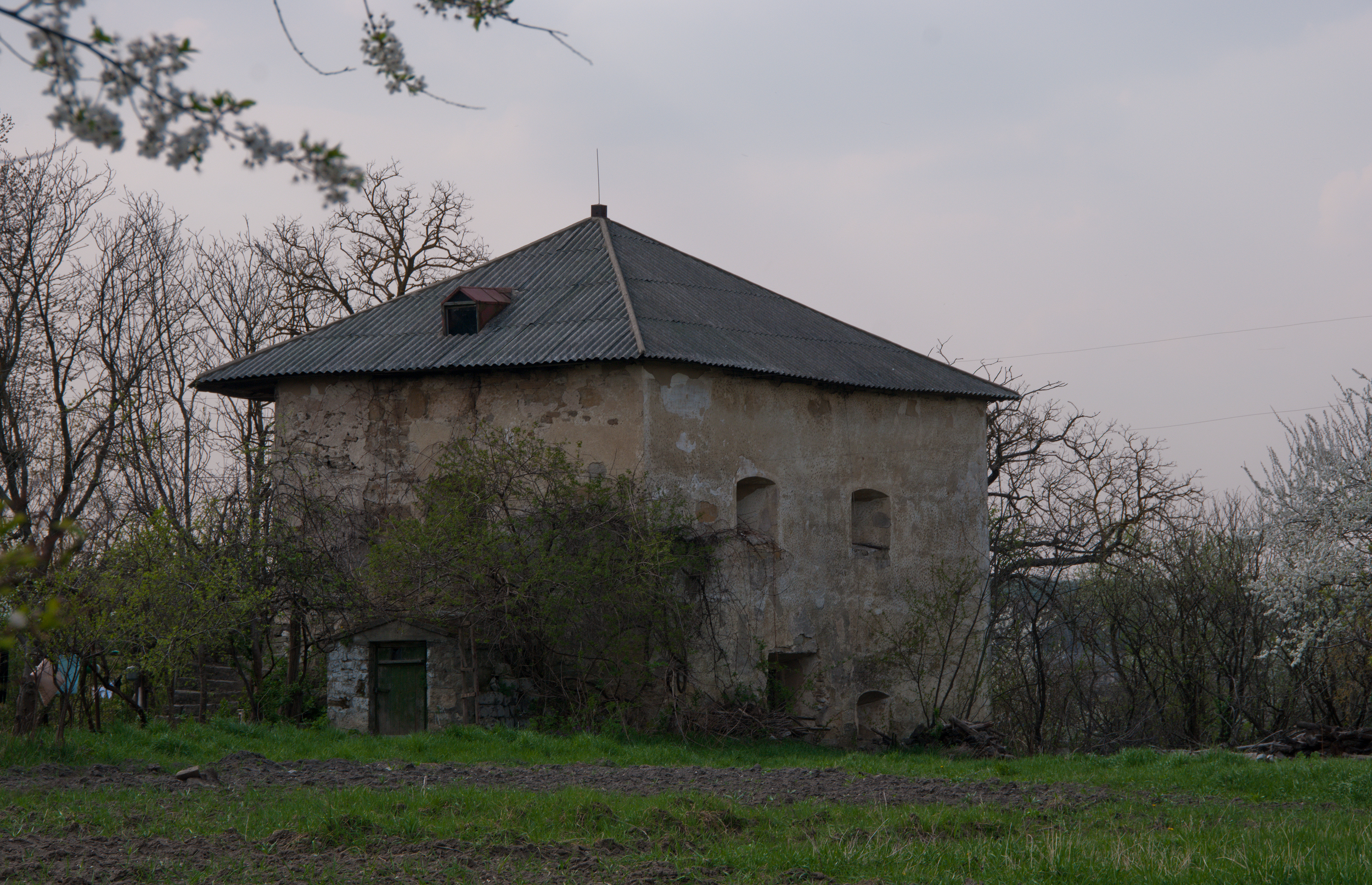
Замок (XVI-XVIII ст.) в селі Рихта
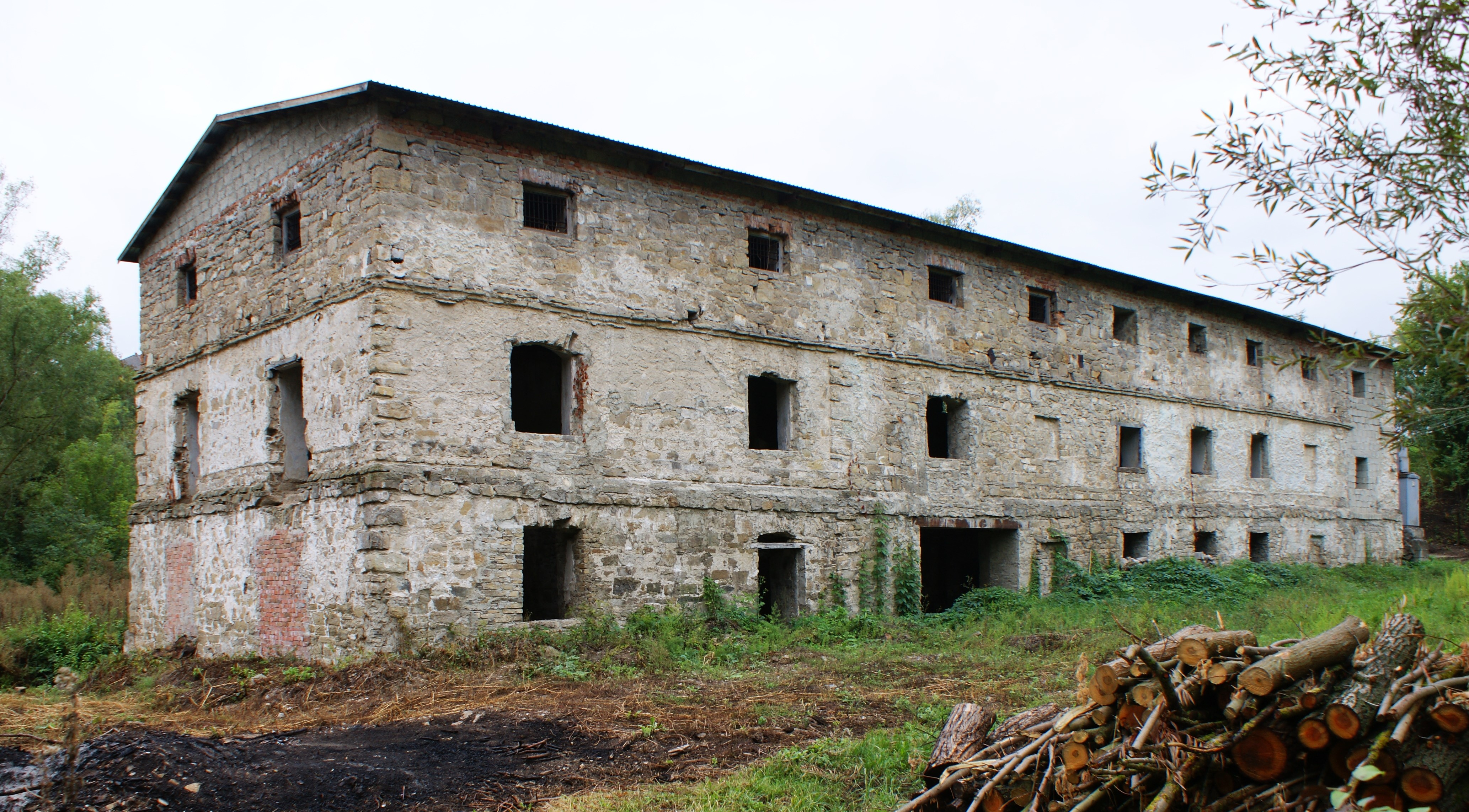
Водяний млин, село Рихта
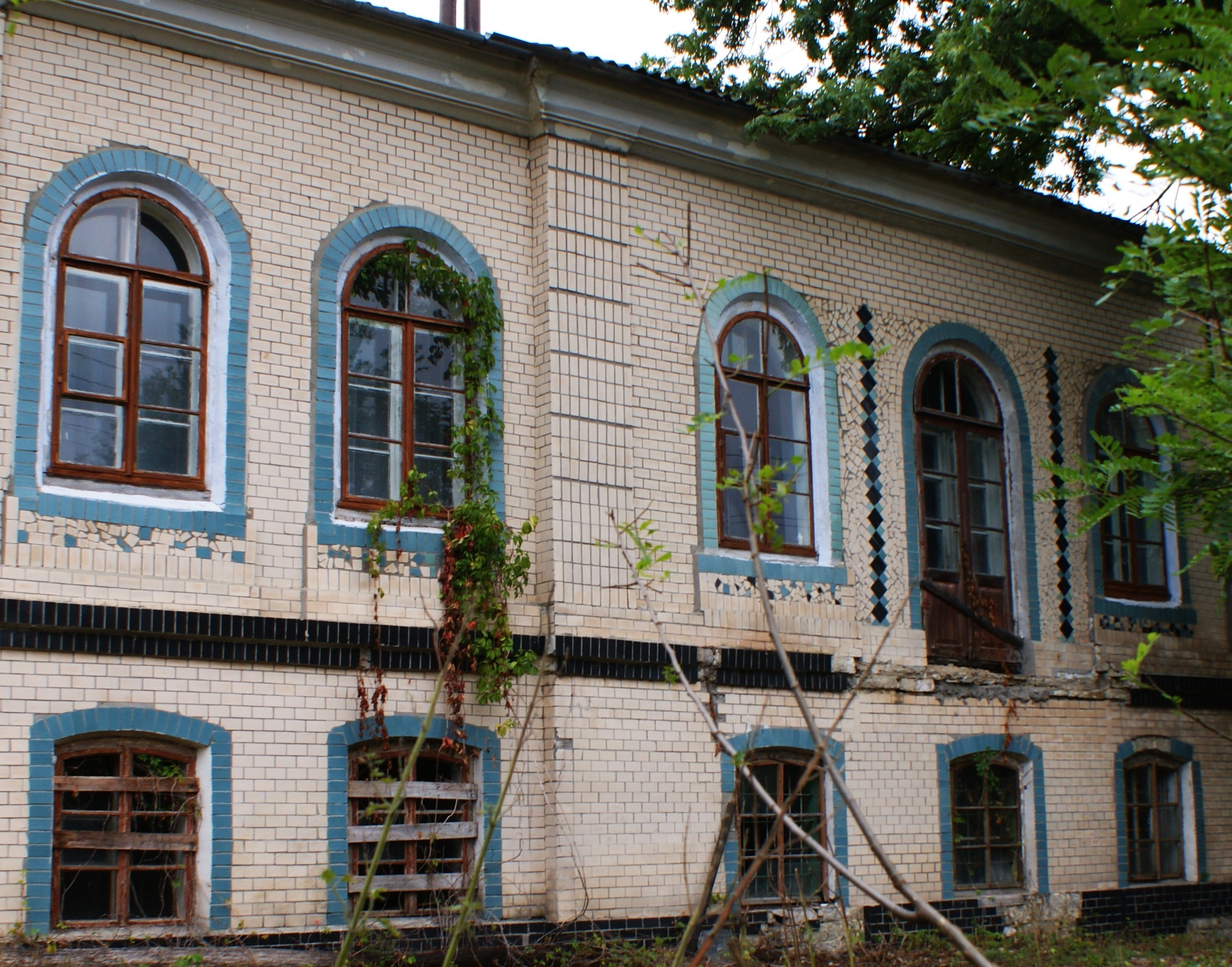
Палац Рожаловського, село Рихта
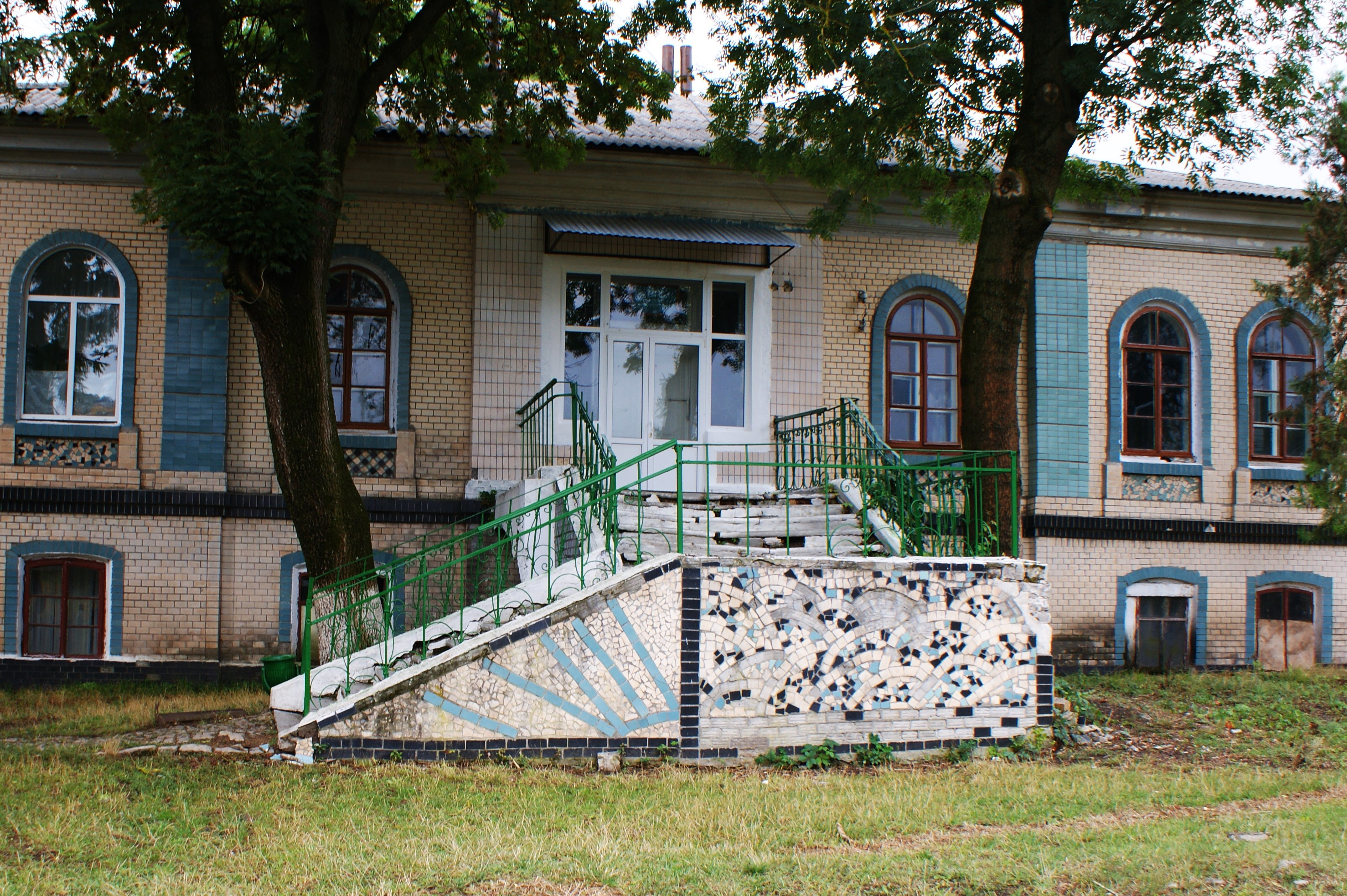
Палац Рожаловського, центральний вхід
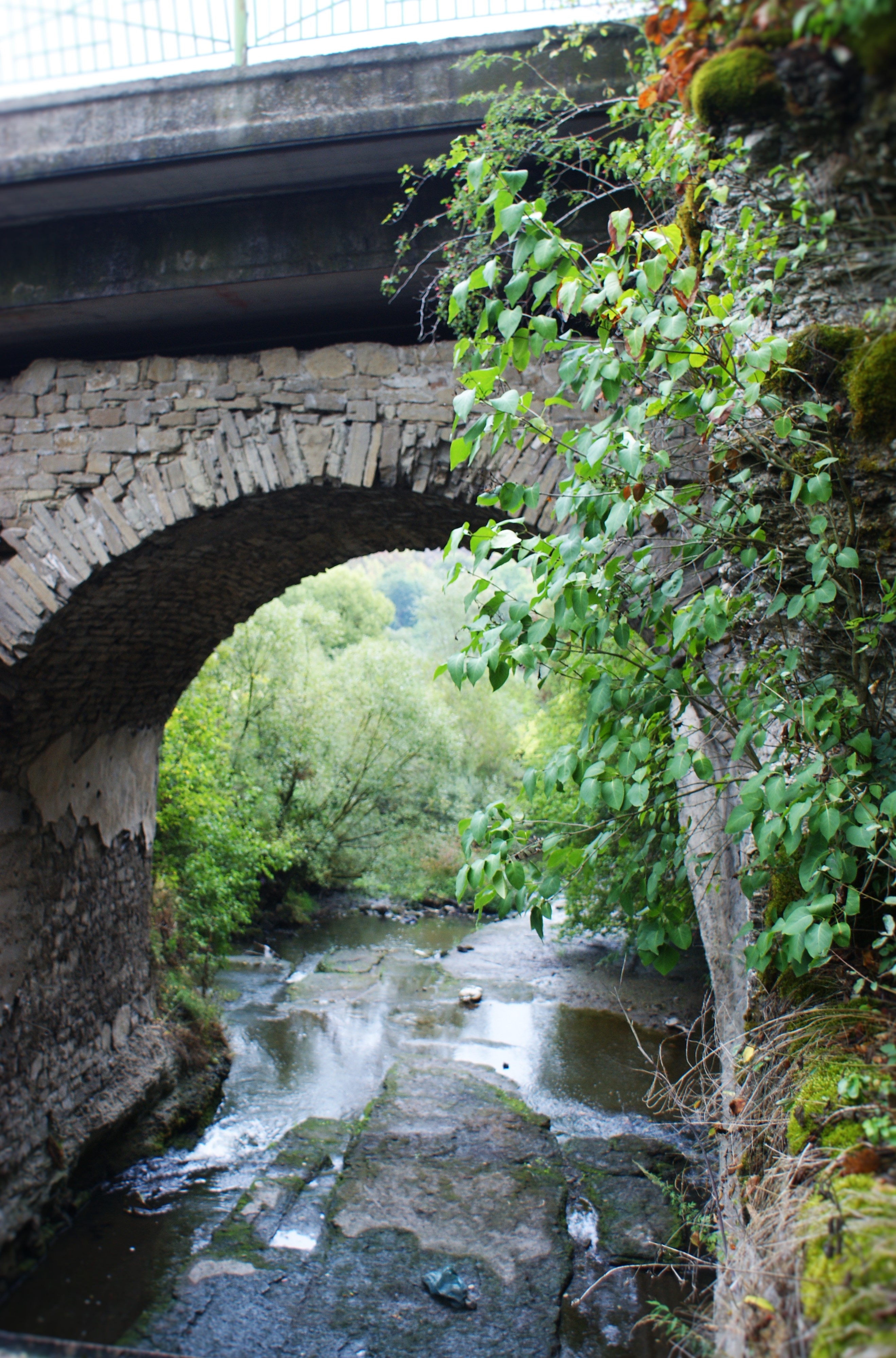
Міст над каналом для води млина,  Рихта
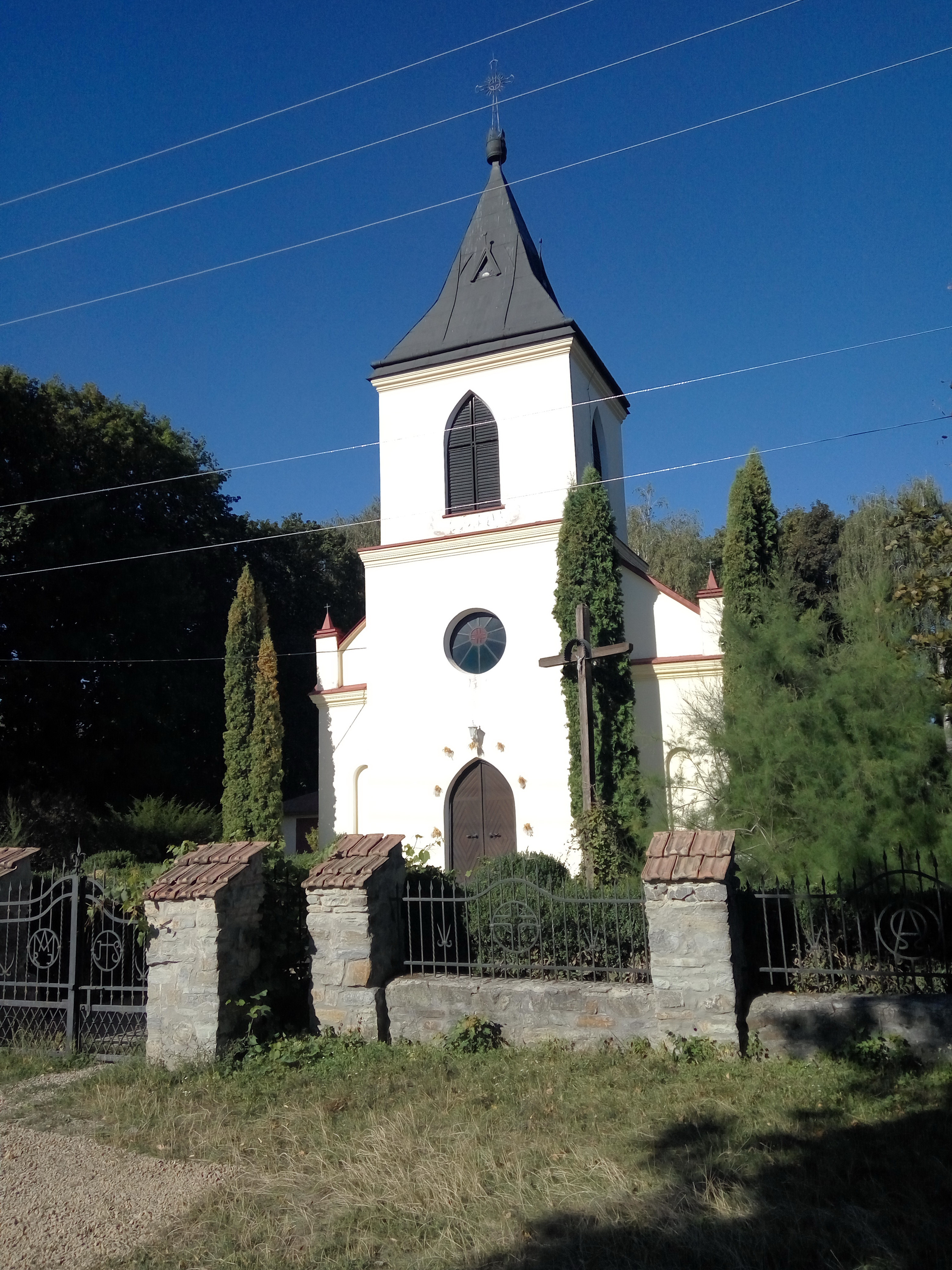
Римо-католицький храм Христа-Царя Всесвіту, село Колибаївка